# Potuer
Potuer (latin: Nyctibiidae) er en fuglefamilie med en enkelt slægt Nyctibius.
- Familie Potuer Nyctibiidae
  - Stor potu (Nyctibius grandis)
  - Langhalet potu (Nyctibius aethereus)
  - Nordlig potu (Nyctibius jamaicensis)
  - Potu (Nyctibius griseus)
  - Andespotu (Nyctibius maculosus)
  - Hvidvinget potu (Nyctibius leucopterus)
  - Kastanjepotu (Nyctibius bracteatus)

- Wikimedia Commons har flere filer relateret til Potuer

| Fugl | Spire Denne artikel om fugle er en spire som bør udbygges. Du er velkommen til at hjælpe Wikipedia ved at udvide den. |